# Сулица (линейный корабль)
«Сулица» или «Ланц» — 60-пушечный парусный линейный корабль Азовского флота, спущенный на воду в 1709 году на верфи Воронежского адмиралтейства. Строился под руководством известного корабельного мастера Осипа Ная.

## История
Корабль был заложен в 1700 году на Воронежской верфи, спущен на воду в 1709 году. В 1710 году ремонитровался в Таврове, к началу кампании 1711 года оказался не готов. Разобран в Таврове в 1711 году.